# Mychajliwka (hromada Radisnyj Sad)
Mychajliwka (ukr. Михайлівка) – wieś na Ukrainie, w obwodzie mikołajowskim, w rejonie mikołajowskim, w hromadzie Radisnyj Sad. W 2001 liczyła 34 mieszkańców.